# Matthew MacKay
Pour les articles homonymes, voir MacKay.
Matthew MacKay, né le 5 août 1981 à Summerside, est un homme politique canadien, il est élu à l'Assemblée législative de l'Île-du-Prince-Édouard lors de l'élection provinciale de 2015. Il représente la circonscription de Kensington-Malpeque en tant qu'un membre du Parti progressiste-conservateur de l'Île-du-Prince-Édouard.